# Gălășești (okręg Ardżesz)
Gălășești – wieś w Rumunii, w okręgu Ardżesz, w gminie Budeasa. W 2011 roku liczyła 696 mieszkańców.